# Gare d'Arengosse
La gare d'Arengosse est une gare ferroviaire française de la ligne de Morcenx à Bagnères-de-Bigorre, située sur le territoire de la commune d'Arengosse, dans le département des Landes en région Nouvelle-Aquitaine.
Elle est mise en service en 1857 par la Compagnie des chemins de fer du Midi et du Canal latéral à la Garonne. C'est une halte voyageurs de la Société nationale des chemins de fer français (SNCF), desservie par des trains TER Nouvelle-Aquitaine.

## Situation ferroviaire
Établie à 60 m d'altitude, la gare d'Arengosse, qui dépend de la région ferroviaire de Bordeaux, est située au point kilométrique (PK) 117,630 de la ligne de Morcenx à Bagnères-de-Bigorre, entre les gares ouvertes de Morcenx et d'Ygos.
Elle est équipée d'un quai, le quai 1 pour la voie 1, d'une longueur utile de 97 m.

## Histoire
La Compagnie des chemins de fer du Midi et du Canal latéral à la Garonne met en service la station d'Arengosse lors de l'ouverture du tronçon de Morcenx à Saint-Martin-d'Oney le 12 janvier 1857.
En 2019, selon les estimations de la SNCF, la fréquentation annuelle de la gare était de 4 562 voyageurs.

## Service des voyageurs

### Accueil
Halte SNCF, c'est un point d'arrêt non géré (PANG) à entrée libre.

### Desserte
Arengosse est desservie par des trains TER Nouvelle-Aquitaine, qui effectuent des missions entre les gares de Morcenx et de Mont-de-Marsan.

### Intermodalité
Le stationnement des véhicules est possible à proximité. 